# Taraxacum lilacinum
Taraxacum lilacinum là một loài thực vật có hoa trong họ Cúc. Loài này được Krasn. ex Schischk. miêu tả khoa học đầu tiên năm 1937.